# Ovacık, Karabük
Ovacık là một huyện thuộc tỉnh Karabük, Thổ Nhĩ Kỳ. Huyện có diện tích 402 km² và dân số thời điểm năm 2007 là 3407 người, mật độ 8 người/km².